# Puits de Dorlisheim
Le puits de Dorlisheim est un monument historique situé à Dorlisheim, dans le département français du Bas-Rhin.

## Localisation
Le puits est situé rue Principale à Dorlisheim.

## Historique
L'édifice fait l'objet d'une inscription au titre des monuments historiques depuis 1932.